# Colm Feore
Colm Feore (IPA: [ˈkɒləm ˈfjɔːr]) (Boston, 22 agosto 1958) è un attore canadese. 
È noto soprattutto per aver interpretato Sir Reginald Hargreeves nella serie tv The Umbrella Academy e André Linoge nella miniserie televisiva La tempesta del secolo. Ha inoltre interpretato il cattivo Laufey nel film Thor.

## Biografia
Feore nasce negli Stati Uniti, a Boston (nel Massachusetts), figlio di immigrati irlandesi, ma cresce dapprima in Irlanda e poi stabilmente in Canada, a Windsor (nell'Ontario).
Dopo la laurea al Ridley College di St.Catharines, Ontario, ha frequentato la Scuola Nazionale di Teatro del Canada a Montréal, Quebec, e l'Università di Windsor, nell'Ontario.
Si è sposato due volte: prima con l'attrice Sidonie Boll, da cui ha avuto un figlio, Jack, e il matrimonio finì con un divorzio; dal 1994 è sposato con la coreografa Donna Feore da cui ha avuto due figli, Thomas e Anna.

## Premi e riconoscimenti
- 1 Screen Actors Guild Awards 2002, all'intero cast del film Chicago.

## Filmografia parziale

### Cinema
- Aquile d'attacco (Iron Eagle II), regia di Sidney J. Furie (1988)
- Trentadue piccoli film su Glenn Gould (Thirty Two Short Films about Glenn Gould), regia di François Girard (1993)
- Prove apparenti (Night Falls on Manhattan), regia di Sidney Lumet (1996)
- Face/Off - Due facce di un assassino (Face/Off), regia di John Woo (1997)
- City of Angels - La città degli angeli (City of Angels), regia di Brad Silberling (1998)
- Scegli il male minore (The Lesser Evil), regia di David Mackay (1998)
- Scatti pericolosi (Striking Poses), regia di Gail Harvey (1999)
- Insider - Dietro la verità (The Insider), regia di Michael Mann (1999)
- Titus, regia di Julie Taymor (1999)
- Pearl Harbor, regia di Michael Bay (2001)
- Ignition - Dieci secondi alla fine (Ignition), regia di Yves Simoneau (2001)
- Crime Shades (The Caveman's Valentine), regia di Kasi Lemmons (2001)
- Al vertice della tensione (The sum of all fears), regia di Phil Alden Robinson (2002)
- Chicago, regia di Rob Marshall (2002)
- National Security - Sei in buone mani (National Security), regia di Dennis Dugan (2003)
- Paycheck, regia di John Woo (2003)
- Highwaymen - I banditi della strada (Highwaymen), regia di Robert Harmon (2003)
- The Chronicles of Riddick, regia di David Twohy (2004)
- The Exorcism of Emily Rose, regia di Scott Derrickson (2005)
- Killing Zelda Sparks, regia di Jeff Glickman (2007)
- The Poet, regia di Damian Lee (2007)
- Changeling, regia di Clint Eastwood (2008)
- Wargames 2 - Il codice della paura (Wargames: The Dead Code), regia di Stuart Gillard (2008)
- Thor, regia di Kenneth Branagh (2011)
- Jack Ryan - L'iniziazione (Jack Ryan: Shadow Recruit), regia di Kenneth Branagh (2014)
- The Amazing Spider-Man 2 - Il potere di Electro (The Amazing Spider-Man 2), regia di Marc Webb (2014)
- Elephant Song, regia di Charles Binamé (2014)
- Mean Dreams, regia di Nathan Morlando (2016)
- Anon, regia di Andrew Niccol (2018)
- Higher Power, regia di Matthew Charles Santoro (2018)
- Greta, regia di Neil Jordan (2018)
- The Prodigy - Il figlio del male (The Prodigy), regia di Nicholas McCarthy (2019)
- Un anno con Salinger (My Salinger Year), regia di Philippe Falardeau (2020)
- Trigger Point, regia di Brad Turner (2021)

### Televisione
- Truman, regia di Frank Pierson – film TV (1995)
- Minaccia nell'Atlantico (Hostile Waters), regia di David Drudy – film TV (1997)
- Artemisia, regia di Adrienne Clarkson - film TV (1997)
- La tempesta del secolo (Storm of the Century) – miniserie TV (1999)
- Il processo di Norimberga (Nuremberg) – miniserie TV (2000)
- West Wing - Tutti gli uomini del Presidente (The West Wing) – serie TV, episodio 2x09 (2000)
- Punto d'origine (Point of Origin) – film TV (2002)
- Empire – miniserie TV (2005)
- Battlestar Galactica – serie TV, episodio 2x13 (2006)
- 24 – serie TV, 12 episodi (2009)
- The Listener – serie TV, 7 episodi (2009)
- Law & Order - Unità vittime speciali - serie TV, episodio 12x15 (2011)
- I Borgia (The Borgias) – serie TV, 20 episodi (2011-2013)
- Revolution – serie TV, 9 episodi (2012-2013)
- Beauty and the Beast – serie TV, 1 episodio (2014)
- Gotham – serie TV, 2 episodi (2015)
- House of Cards - Gli intrighi del potere (House of Cards) – serie TV, 5 episodi (2016)
- Thunder 21 - serie TV, 8 episodi (2017)
- La verità sul caso Harry Quebert (The Truth About the Harry Quebert Affair) – miniserie TV, 10 puntate (2018)
- For All Mankind – serie TV, 3 episodi (2019)
- The Umbrella Academy – serie TV, 33 episodi (2019-2024)

## Doppiatori italiani
Nelle versioni in italiano delle opere in cui ha recitato, Colm Feore è stato doppiato da:
- Stefano De Sando ne La città degli angeli, Point of Origin, Paycheck, Pancho Villa, la leggenda, The Chronicles of Riddick, Empire, Changeling, The Prodigy - Il figlio del male
- Luca Biagini ne La tempesta del secolo, Il giorno dell'attentato a Reagan, Ignition - Dieci secondi alla fine, Chicago, The Listener, The Umbrella Academy, Trigger point
- Oliviero Dinelli in Haven - Il rifugio, 24, 24: Redemption, Revolution, Un anno con Salinger
- Antonio Sanna in Prove apparenti, Gotham, Pearl Harbor, La verità sul caso Harry Quebert
- Franco Mannella in Thor, Jack Ryan - L'iniziazione
- Luciano Roffi in Insider - Dietro la verità, The Amazing Spider-Man 2 - Il potere di Electro
- Mino Caprio ne Il silenzio dell'amore, Anon
- Nino Prester in Se mi amate...
- Gino La Monica in Flashpoint
- Gianni Giuliano in Creatura
- Edoardo Nordio in Face/Off - Due facce di un assassino
- Gaetano Varcasia in Law & Order - Unità vittime speciali
- Edoardo Siravo in Titus
- Massimo Lodolo in Crime Shades
- Sergio Di Stefano in National Security - Sei in buone mani
- Luca Ward in Highwaymen - I banditi della strada
- Fabrizio Pucci in The Exorcism of Emily Rose
- Gianni Bersanetti ne L'ultimo pellerossa
- Alessandro Maria D'Errico ne I Borgia
- Teo Bellia in Greta
- Stefano Benassi in For All Mankind